# 平成25年7月28日の島根県と山口県の大雨
平成25年7月28日の島根県と山口県の大雨（へいせい25ねん7がつ28にちのしまねけんとやまぐちけんのおおあめ）とは、2013年（平成25年）7月28日に発生した豪雨による災害である。山口県と島根県の県境で大雨が降り、山口市前町で1時間あたり143.0mmという山口県内で観測史上最大・全国でも11番目の雨を観測したほか、島根県津和野町では24時間での降水量が381.0mmという島根県内で観測史上最大の降水量を記録した。この豪雨で気象庁はこの豪雨の約1か月後に運用予定であった特別警報に準ずる対応をとった。
なお、記事名は気象庁本庁作成の「平成25年度災害時自然現象報告書」における表題を使用している。このため和暦を使用している。

## 経緯
2013年7月28日は、日本の南側の太平洋高気圧の縁を沿うように大きく回りこみながら、温暖湿潤な空気が西日本の日本海側に流れ込んでいた。そして日本海には、寒冷渦（寒冷低気圧）が存在し、流れ込む空気の進路を阻んでいた。更に上空1万mのチベット高気圧の縁を通った冷たい北風が吹き下ろしていた。以上の流れがちょうど山口県と島根県の県境付近で雨雲を次々と発達させたため、この付近に猛烈な雨をもたらした。このような局所的な大雨は一般的に事前の細かい予測が難しい。両県の一部地域では地中における水分量を示す土壌雨量指数が50年に1度のレベルに到達した。その前日には東京の隅田川花火大会が開始直後に中止になるなど大気の状態が不安定であった。
この気象条件の中、福岡管区気象台は同日9時40分に最初の大雨と突風に関する気象情報を出した。この時既に雨が降り始めていた。10時11分に第2号を発表し、11時19分に、記録的な大雨に関する気象情報を発表した。この情報の見出しには「山口県の中部や北部を中心に、これまでに経験したことのないような大雨となっている所があります。この地域の方は最大級の警戒をしてください。」 と比較的短い文言でまとめられているが、このような情報は2011年の紀伊半島における豪雨災害を踏まえて制定されたもので、2012年の九州北部豪雨と台風15号に次いで3回目に出された情報である。また、この豪雨の約1か月後からの運用開始が予定されていた特別警報に準じた初めての対応を取り、記者会見では避難だけではなく、外に出るのが危険な状況の場合には家の中の安全なところにいるようにするなど、「ただちに命を守る行動を取ってください」という異例の呼びかけを行った。
7月29日、政府は山口、島根両県に10省庁約20人からなる調査団を派遣し、被害の現状の調査を行った。。

## 降水量
この豪雨は山口県で1時間あたり100mm、山口県と島根県で24時間あたり300mmを超す猛烈な雨をもたらした。28日に降った降水量は、わずか半日で平年の7月1か月分を超える降水量となった。最も降水量の多かった山口市前町の観測所では、機器の故障でリアルタイムの降水量が確認できなかったが、その後の解析で雨量計は正常に機能していたことが分かり、欠測扱いとならなかった。最大降水量は8時13分までの1時間で143.0mmという、統計開始の1966年以降で山口県内では過去最大の降水量を観測した。これは1886年からの観測史上全国で11番目に多い降水量である。なお、2番目に多かった萩市須佐の138.5mmも全国で17番目に多い降水量である。また、24時間降水量では島根県の津和野町の観測所が最も多く、381.0mmという統計開始の1976年以降で島根県内では過去最大の降水量を観測した。観測史上最大の降水量を観測した地点の中には、以前の記録の倍以上の降水量を記録した場所がある。
降水量の多かった津和野町・萩市須佐・山口市阿東では、それぞれ7月の平年値の降水量が24時間以内で降った。特に萩市須佐では、3時間降水量で7月1か月分である281.6mmを上回る降水量を記録し、津和野町では24時間降水量が7月1か月分である296.5mmの1.3倍の降水量を記録した。
|              | 地域／観測所・アメダス位置座標    | 降水量 (mm) | 時間 （時刻まで） | これまでの最高記録 (mm) | 備考                                 |
| ------------ | --------------------------------- | ----------- | ----------------- | ----------------------- | ------------------------------------ |
| 1時間降水量  | 山口県山口（観測所位置/地図）     | 143.0       | 08:13             | 81.5（1989年8月24日）   | 山口県内で観測史上最大・全国11番目   |
| 1時間降水量  | 山口県須佐（アメダス位置/地図）   | 138.5       | 12:04             | 60.0（2008年8月27日）   | 観測史上最大・全国17番目             |
| 1時間降水量  | 島根県津和野（アメダス位置/地図） | 91.5        | 04:44             | 67.5（2010年7月12日）   | 観測史上最大                         |
| 3時間降水量  | 山口県須佐                        | 301.5       | 12:20             | 124.5（2008年8月27日）  | 観測史上最大                         |
| 3時間降水量  | 山口県山口                        | 249.5       | 08:40             | 160.5（2009年7月21日）  | 観測史上最大                         |
| 3時間降水量  | 島根県津和野                      | 197.5       | 06:50             | 131（1987年7月14日）    | 観測史上最大                         |
| 3時間降水量  | 山口県徳佐（アメダス位置/地図）   | 157.5       | 10:00             | 138（2004年9月7日）     | 観測史上最大                         |
| 3時間降水量  | 島根県吉賀（アメダス位置/地図）   | 129.5       | 06:50             | 137.5（2010年7月7日）   |                                      |
| 24時間降水量 | 島根県津和野                      | 381.0       | 24:00             | 269（1985年6月24日）    | 島根県内で観測史上最大               |
| 24時間降水量 | 山口県須佐                        | 351.0       | 24:00             | 310.5（2013年6月20日）  | 観測史上最大                         |
| 24時間降水量 | 山口県徳佐                        | 324.0       | 24:00             | 270（1995年7月3日）     | 観測史上最大                         |
| 24時間降水量 | 山口県山口                        | 254.5       | 24:00             | 286（1995年7月3日）     |                                      |
| 24時間降水量 | 島根県吉賀                        | 236.5       | 24:00             | 180.0（2009年7月21日）  | 観測史上最大（統計開始から10年未満） |

## 被害
この豪雨で、山口県と島根県をあわせ、確認されているだけで2人の死者と2人の行方不明者、11人の負傷者 が発生している。このうち5人は重症である。山口県では特に山口市と萩市に被害が出ており、山口市では住宅の全壊が2棟、床上浸水が200棟、床下浸水が200棟発生したほか、萩市では住宅の全壊が2棟、床上浸水が15棟、床下浸水が16棟の発生している。また同日中には山口市や萩市で約290人が孤立したものの、7月29日夕方までに自衛隊による救助活動や道路の復旧などによって孤立状態は解消された。山口県全体では28日中に山口市、萩市、阿武町の計7地域9328世帯21200人に対し避難勧告、阿武町の計2地域624世帯1334人に避難準備情報を発令した。阿武町の避難勧告および避難準備情報は同日中に解除されたが、山口市は遅いところで同年8月17日13時00分まで、萩市では遅いところで同年8月10日の16時30分まで避難勧告が続いていた。
島根県では、住宅の全壊が2棟、床上浸水が津和野町で8棟、床下浸水が津和野町で33棟、吉賀町で3棟、益田市で2棟、非住宅の浸水が吉賀町で6棟となっている。また津和野町では停電と断水が発生している。土砂崩れが10か所、土石流が2か所で発生し、国道191号や国道315号など 複数の道路が全面もしくは片面通行止めとなっている。3つの地区で合計215人が孤立した状態となった。島根県全体では津和野町・益田市・吉賀町の計22地区2554世帯5853人に避難勧告が出され、42人が避難所へと避難したが、20時20分までに避難勧告は解除されている。
山口県では、山口市阿東や萩市田万川などを中心に水田511ha、大豆畑27ha、リンゴ園3haの計541ha、島根県では益田市を含む1市2町の水田100ha、津和野町と益田市の0.7haの農地が冠水した。
山口県は山口市・萩市・阿武町に、島根県は津和野町に災害救助法を適用した ほか、激甚災害への指定を政府に要請した。またJR山口線で地福駅と徳佐駅の間の約6kmの区間で、阿武川にかかる鉄橋が少なくとも3か所で流されたほか、盛り土が流されレールが曲がるなどの大きな被害が発生しており、西日本旅客鉄道は復旧に数か月かかる見通しを示した。当時、同線は新山口駅 - 地福駅間、益田駅 - 津和野駅で折り返し運転を行っていた。なお、スーパーおき を含めた山口線は、平成26年8月23日に運転を再開した。また山口線不通の影響で宇部興産から中国電力三隅火力発電所に向けて炭酸カルシウムを発送する列車が運行できなくなっていた。また、山口県が8月1日から開催予定であったSLやまぐち号の運転およびイベントが中止になる予定だったが、イベントについては規模を縮小した上で開催することとなった。
7月29日は一旦は雨が止んだものの、同日夜から7月30日にかけて再び雨が強まる見通しで、更に被害が拡大する恐れがあった。しかし、島根県の大田市で1時間降水量が65.0mm、江津市桜江で同62.0mmなどという非常に激しい雨を実際に観測したものの、28日に大きな被害を受けた島根県や山口県の地域ではほとんど雨が降らなかった。ただし災害の恐れが無くなっていない事から、山口県は7月30日時点でも一部地域の避難勧告を解除していなかったが、8月17日に解除した。

## 行政の対応

### 政府
- 7月28日、17:00に7月26日からの大雨等に係る関係省庁災害対策会議を開催[36]。
- 7月29日、西村内閣府副大臣（防災担当）を団長とする政府調査団を島根県及び山口県へ派遣[36]。
- 7月31日、16:00に7月26日からの大雨等に係る第3回関係省庁災害対策会議を西村内閣府副大臣（防災担当）出席のもと開催し、政府調査団の調査報告を行った[36]。
- 8月4日、安倍内閣総理大臣が島根県及び山口県の被災地を調査[36]。

### 自衛隊
島根県関係
7月28日、島根県知事から行方不明者捜索に係る災害派遣要請
7月29日、津和野町白井地区にて5名を救助。
7月30日、県道13号馬草峠の道路啓開を実施約3km完了。
7月31日、13：15に撤収要請
山口県関係
7月28日、山口県知事から行方不明者捜索に係る災害派遣要請
7月29日、萩市の上小川東分の特別養護老人ホーム入居者51名を建物から消防ヘリまで搬送完了。阿東嘉年下の青少年自然の家での孤立者救出を開始、204名を救助完了
7月29日、16：48に撤収要請

### 国土交通省
7月29日から8月24日まで、緊急災害対策派遣隊（TEC-FORCE）を山口市、萩市に派遣し、中国地方整備局よりのべ 848 人・日、近畿地方整備局よりのべ 388 人・日、四国地方整備局よりのべ 214 人・日が被災状況調査を開始。